# Haliclona
Haliclona – rodzaj gąbek z gromady gąbek pospolitych należący do rodziny  Chalinidae. Należą tutaj następujące gatunki:
- Haliclona angulata (Bowerbank, 1866)
- Haliclona aqueductus
- Haliclona canaliculata
- Haliclona cinerea (de Laubenfels, 1932)
- Haliclona compressa
- Haliclona ecbasis (de Laubenfels, 1930)
- Haliclona fibulata (Schmidt, 1862)
- Haliclona fistulosa (Bowerbank, 1866)
- Haliclona gracilis
- Haliclona indistincta (Bowerbank, 1866)
- Haliclona loosanoffi
- Haliclona molitba
- Haliclona oculata
- Haliclona palmata
- Haliclona permollis (Bowerbank, 1866)
- Haliclona rava (Stephens, 1912)
- Haliclona rosea (Bowerbank, 1866)
- Haliclona simulans (Johnston, 1842)
- Haliclona urceola (Rathke and Vahl, 1806)
- Haliclona viridis
- Haliclona viscosa (Topsent, 1888)
- Haliclona xena (De Weerdt, 1986)